# 莱马尔什
莱马尔什（法語：Les Marches，法語發音：[le maʁʃ]）是法国萨瓦省的一个旧市镇，属于尚贝里区。2019年1月1日，莱马尔什与市镇弗朗桑合并为新市镇波特德萨瓦，莱马尔什为新市镇行政中心。

## 地理
莱马尔什（45°29'57"N, 6°0'3"E）面积15.35 平方千米，位于法国奥弗涅-罗讷-阿尔卑斯大区萨瓦省，该省份为法国东部省份，历史上为薩伏依的一部分，北起上萨瓦省，西接伊泽尔省和安省，南部和东部与上阿尔卑斯省和意大利接壤。
与莱马尔什接壤的市镇（或旧市镇、城区）包括：沙帕雷扬、阿普勒蒙、希尼安、弗朗桑、莱索、米扬。
莱马尔什的时区为UTC+01:00、UTC+02:00（夏令时）。

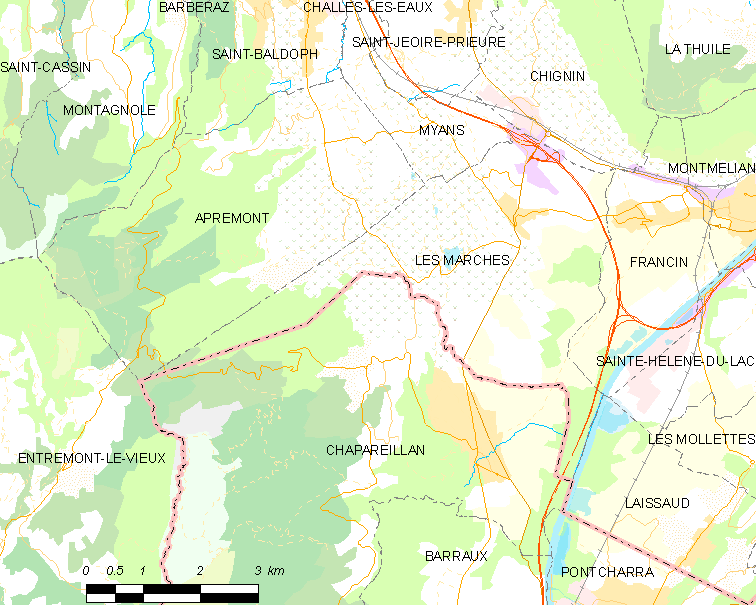
莱马尔什的OSM定位图

## 行政
莱马尔什的邮政编码为73800，INSEE市镇编码为73151。

## 政治
莱马尔什所属的省级选区为蒙梅利扬县。

## 人口

1962-2008年间莱马尔什人口变化图示

莱马尔什于2018年1月1日时的人口数量为2682人。